# Saint-Silvain-sous-Toulx

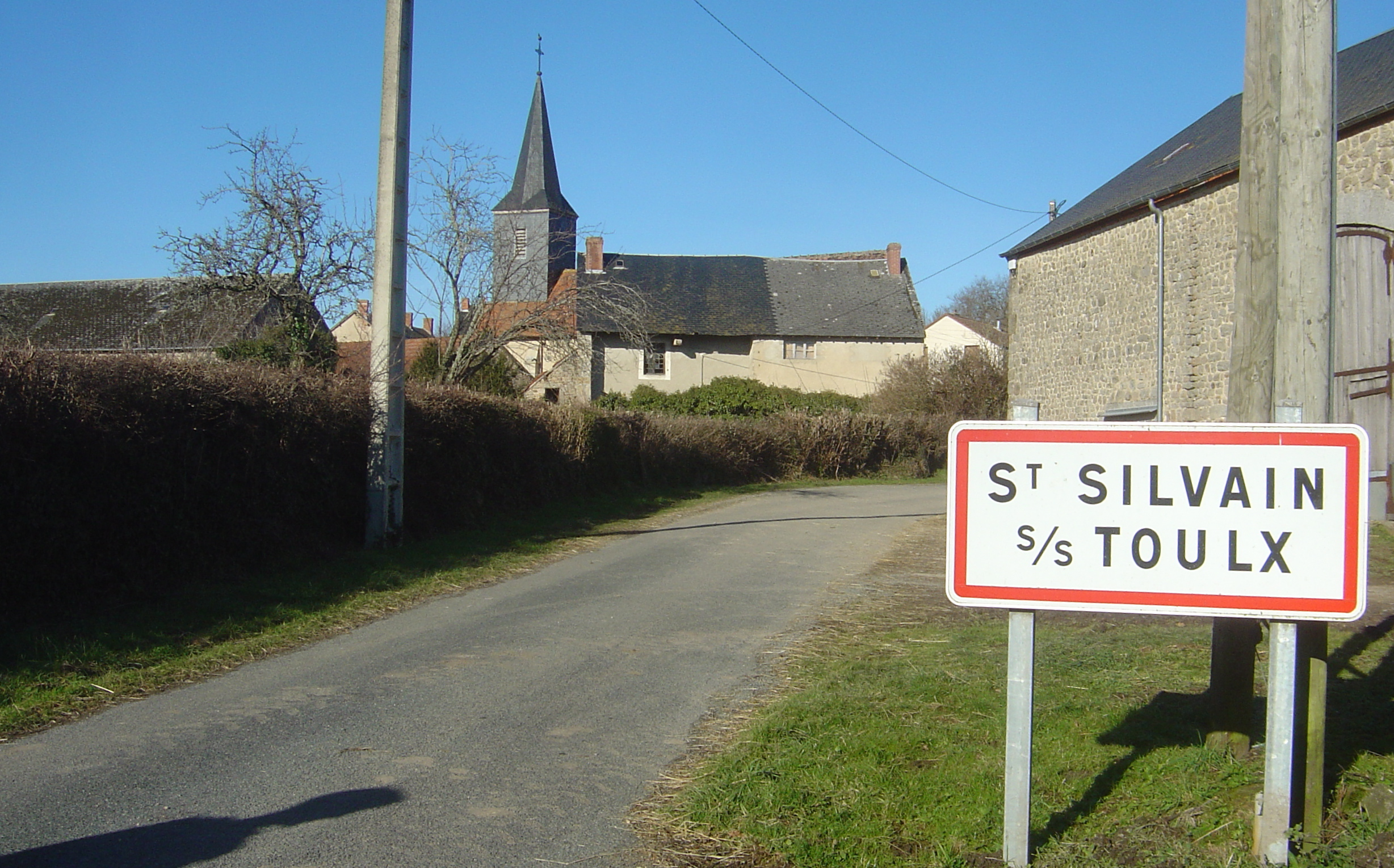
Rogatki i kościół (2006)

Saint-Silvain-sous-Toulx – miejscowość i gmina we Francji, w regionie Nowa Akwitania, w departamencie Creuse.
Według danych na rok 1990 gminę zamieszkiwało 179 osób, a gęstość zaludnienia wynosiła 12 osób/km² (wśród 747 gmin Limousin Saint-Silvain-sous-Toulx plasuje się na 450. miejscu pod względem liczby ludności, natomiast pod względem powierzchni na miejscu 446.).

## Populacja

Populacja Saint-Silvain-sous-Toulx w latach 1962–2008